# توماس وتورل
توماس وتورل (انگلیسی: Thomas Vettorel؛ زادهٔ ۱۷ سپتامبر ۲۰۰۰) بازیکن فوتبال است.